# Auguste Roussy
 (septembre 2022).
Pour les autres membres de la famille, voir Famille Roussy.
Auguste Roussy (12 avril 1870, Saint-Légier - 22 juin 1940, Les Eyzies-de-Tayac) est un chef d'entreprise et homme politique vaudois.

## Biographie
Fils d'Émile-Louis Roussy, il est élève à l'école industrielle de Lausanne, suit une formation bancaire à Bâle, à Francfort-sur-le-Main et à Londres.
Il succède à son père à la direction générale de Nestlé en 1905. Il en conserve la direction jusqu'à sa mort, en 1940. Il est administrateur de l'Union suisse des transports maritimes et de plusieurs sociétés.
Député libéral au Grand Conseil du canton de Vaud de 1901 à 1905, il est syndic de La Tour-de-Peilz de 1914 à 1921 et conseiller national libéral-démocrate de 1919 à 1922.